# Горка (Юшкинская волость)
Го́рка — деревня в Гдовском районе Псковской области России. Входит в состав Юшкинской волости Гдовского района.

## География
Расположена в 1 км от побережья Чудского озера, у устья реки Куна, в 5 км от автодороги Р60 Псков-Гдова, в 15 км к югу от райцентра Гдова и в 5 км к юго-западу от волостного центра Юшкино. Южнее находится деревня Кунесть.

## Население
Численность населения деревни по оценке на 2000 год составляет 15 жителей.

## Фотогалерея

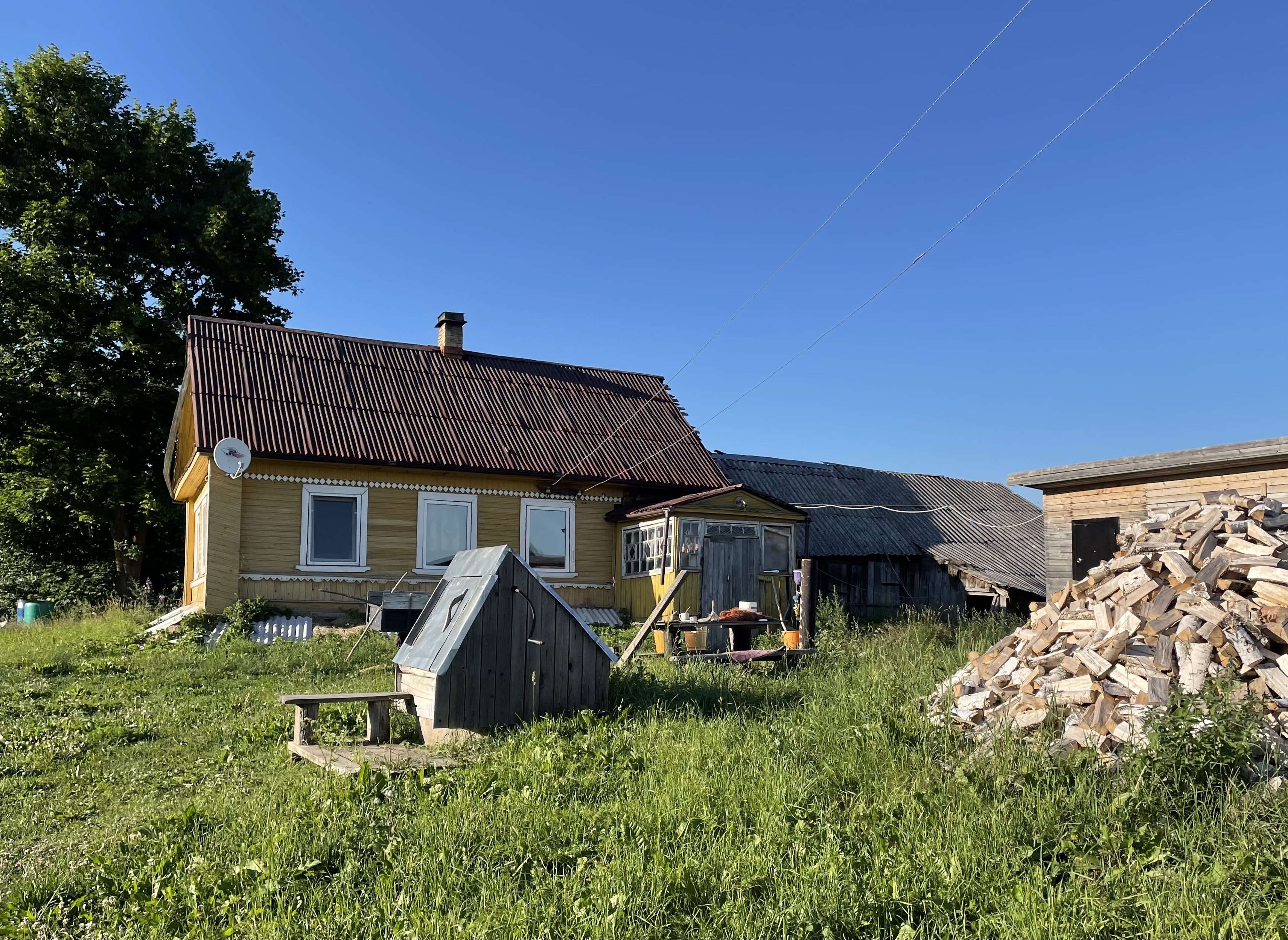
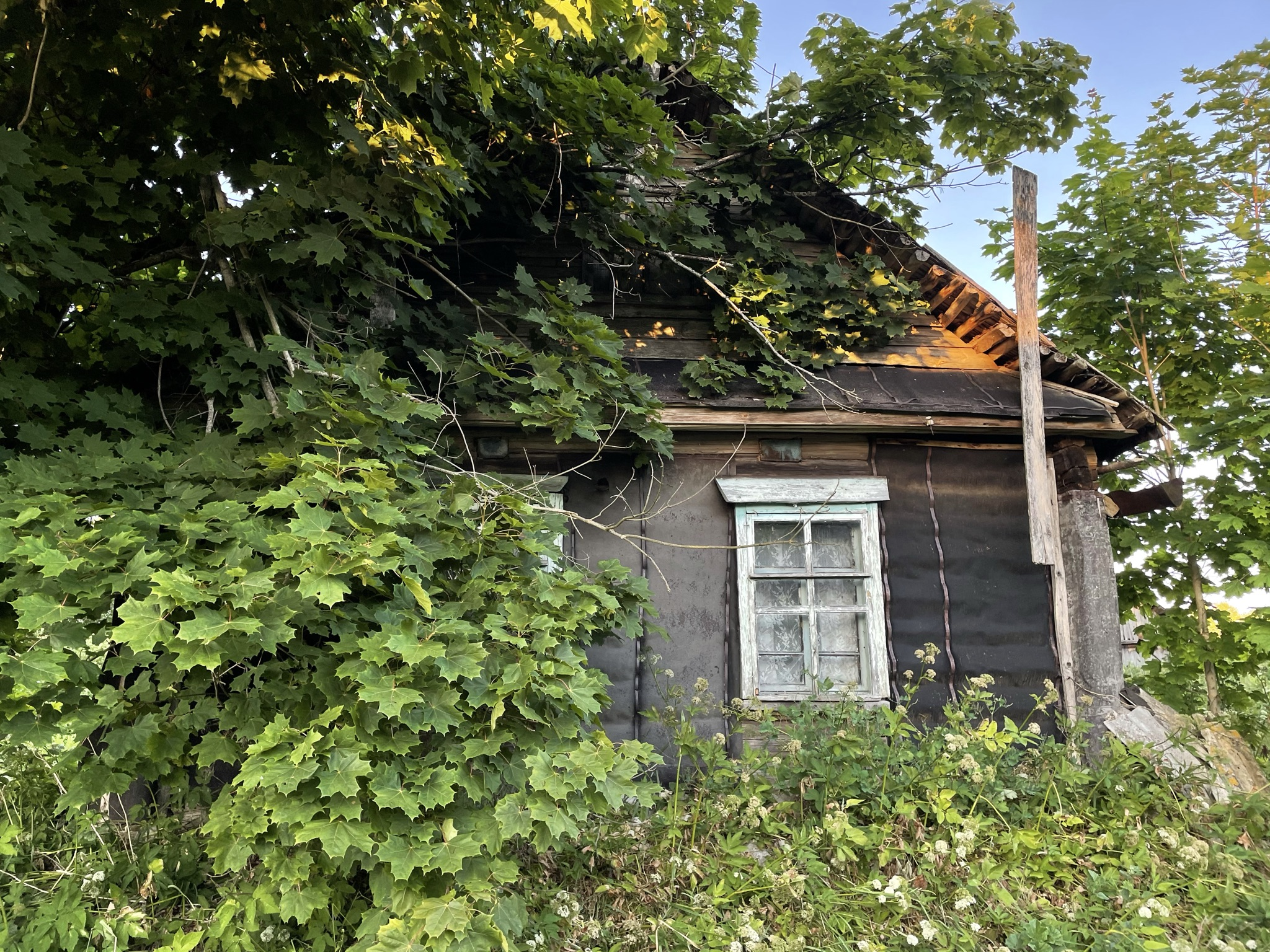
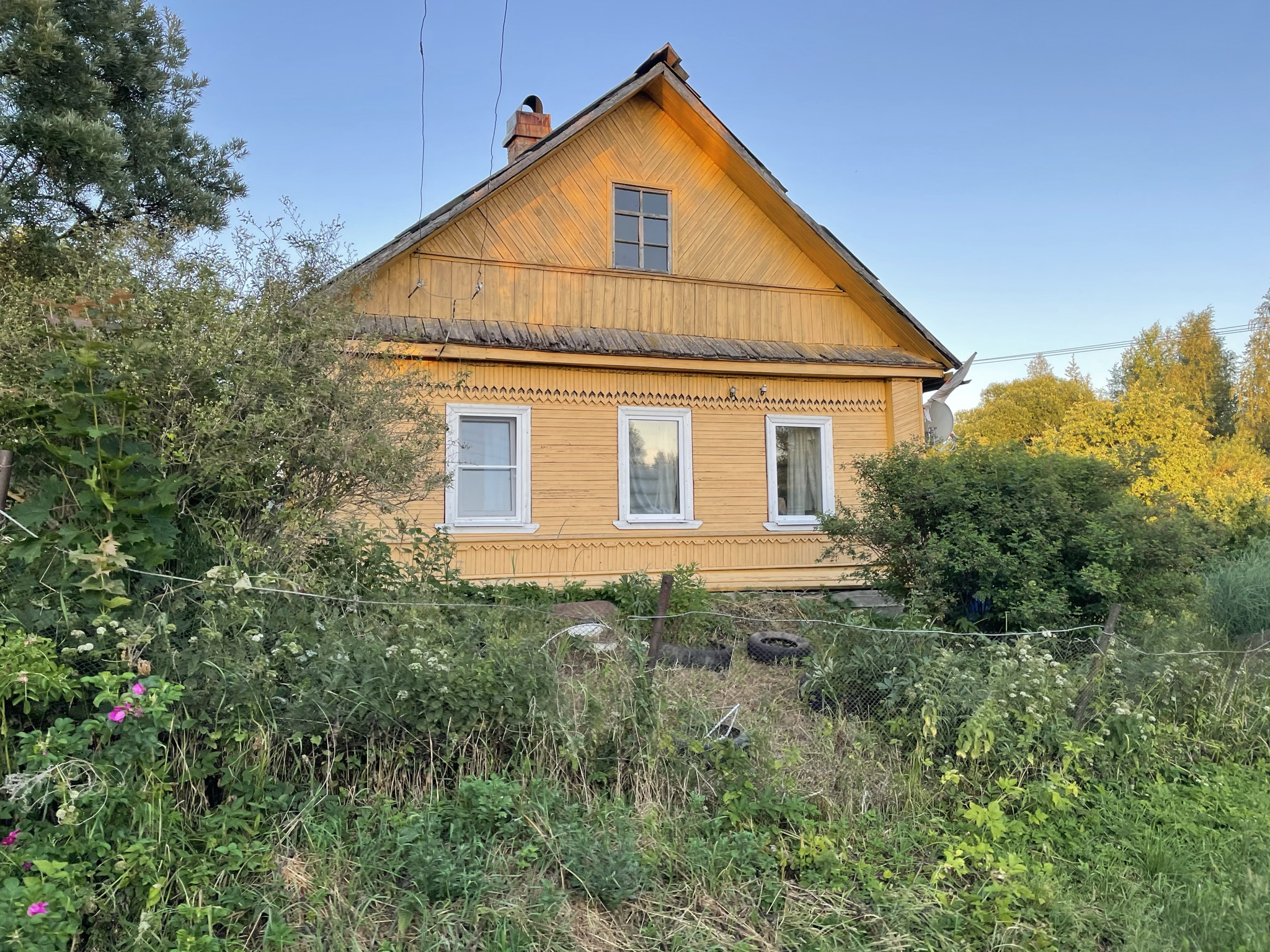
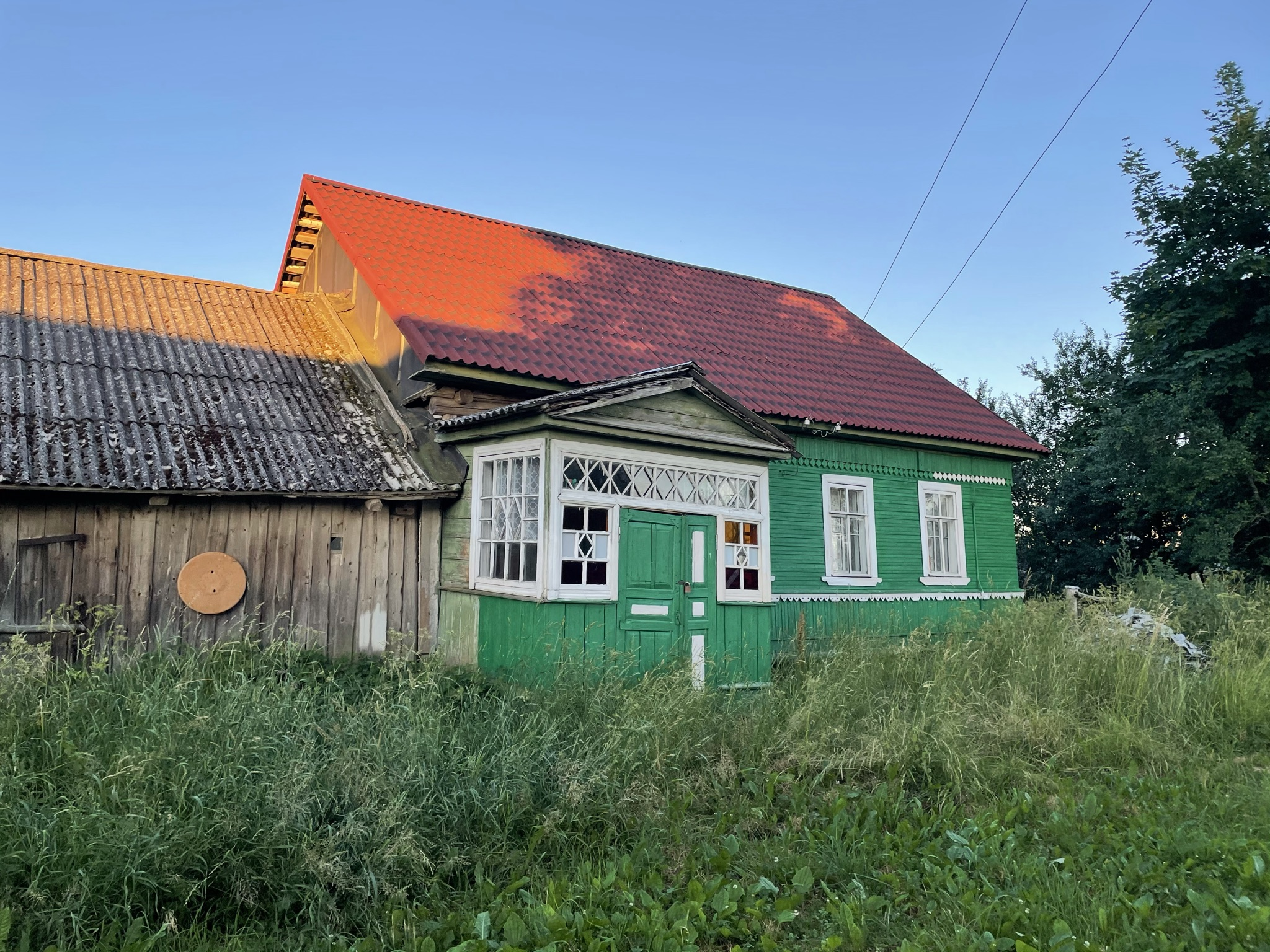
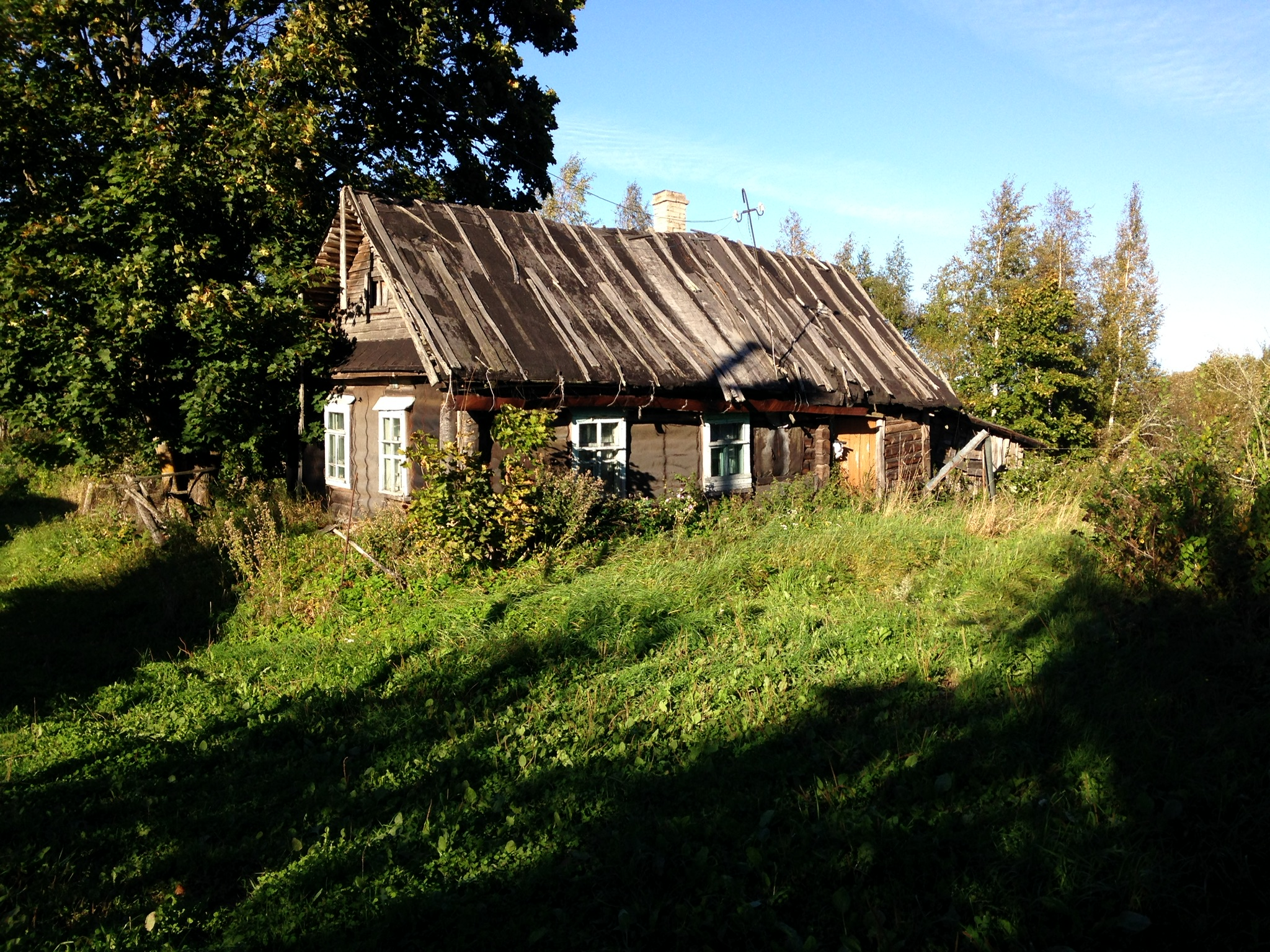
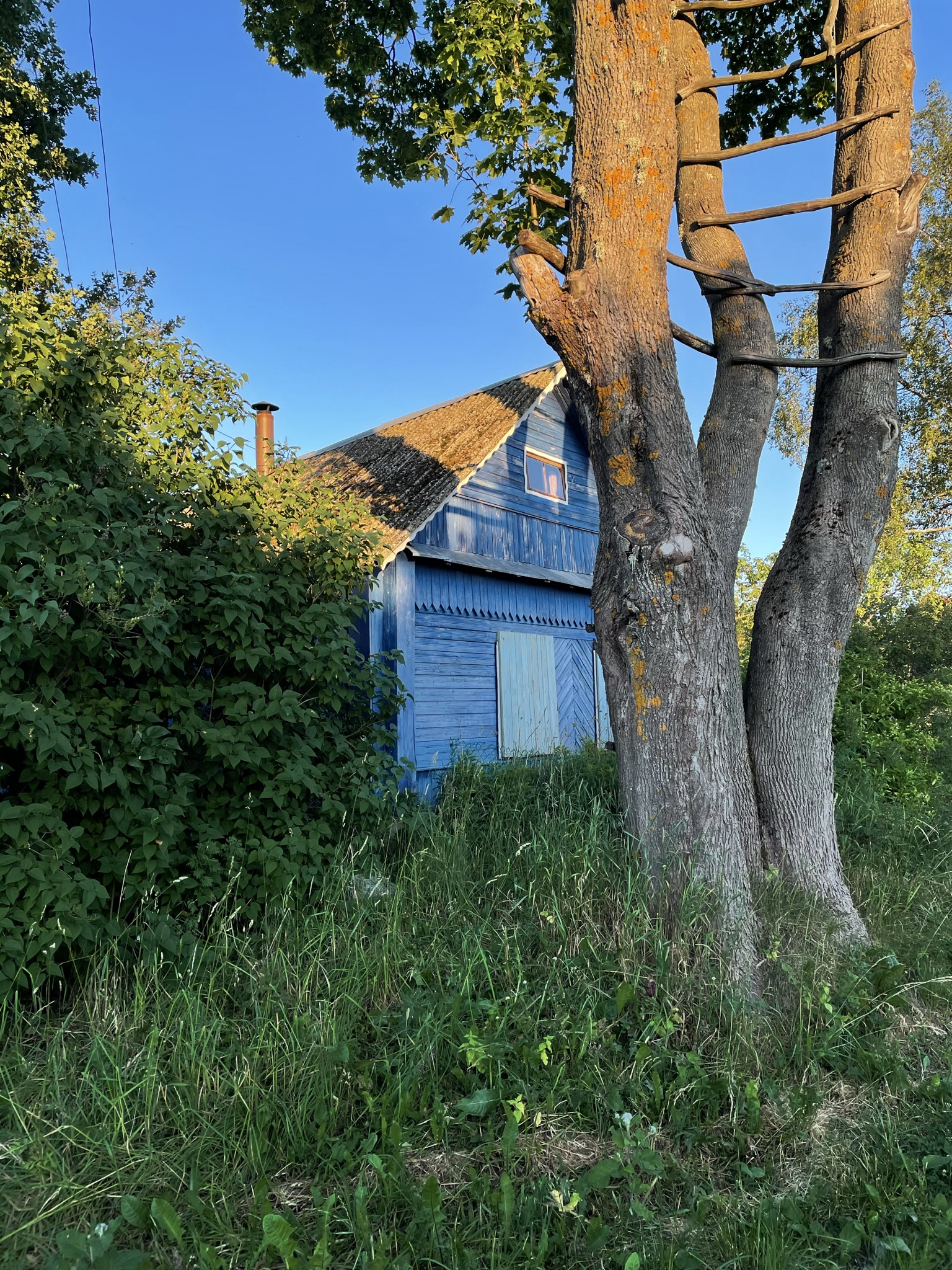